# Eric Langton
Eric Kemp Langton, conegut com a Eric Langton   (Leeds, 27 de setembre de 1907 - Perth, 10 de novembre de 1999), va ser un pilot de speedway anglès que va guanyar l'Star Riders' Championship (la competició precursora del mundial de speedway) el 1932 i fou el primer subcampió del món de la disciplina el 1936. El seu germà gran, Oliver Langton, fou també un pilot de speedway de renom a la mateixa època.

## Trajectòria esportiva
Nascut a Leeds, Eric Langton va passar la meitat de la seva vida a Shipley (West Yorkshire), prop de Bradford. De jove va competir en trial i el 1928 en va guanyar una de les proves més dures, l'Scott Trial. La seva carrera dins l'speedway va començar a la pista de Belle Vue (a Manchester) i tot seguit va córrer una sola temporada, la de 1929, per al Leeds. El 1930 va tornar al club Belle Vue, on va romandre durant la resta de la seva carrera. El 1932 va guanyar l'Star Riders' Championship i el 1934 va acabar subcampió en aquesta competició, la qual esdevingué campionat del món a partir de la temporada del 1936. Langton va formar part de l'equip del Belle Vue que va guanyar el Campionat de Lliga britànic sis vegades en set anys i el Trofeu Nacional britànic cinc vegades seguides durant la dècada del 1930.
El maig de 1946, quan ja s'havia retirat de les competicions, Langton va tornar al Belle Vue puntualment per a reemplaçar-hi Bill Pitcher, lesionat, i va anotar el total màxim de punts possible en la seva primera cursa aquell any, a més d'una mitjana de 10,93 punts i la quarta posició final al British Riders Championship en la seva temporada de retorn. A més, aquell any el seu equip va tornar a guanyar el Trofeu Nacional britànic. Eric Langton es va retirar definitivament el 1947.

### La final del mundial de 1936
El 1936, Langton va perdre de forma polèmica la segona volta per al primer mundial de speedway de la història (celebrada al Wembley Stadium de Londres) davant de Lionel Van Praag. Tot i arribar invicte a la final, Bluey Wilkinson no es va coronar campió, ja que el campionat es va decidir pels punts de bonificació acumulats en rondes anteriors. Els punts que havien acumulat Langton i Van Praag els van dur al capdamunt de la classificació i a una segona volta (Match Race). Quan es van alinear a les cintes de sortida, Langton les va trencar, cosa que normalment portaria a la desqualificació. Tanmateix, Van Praag va afirmar que no volia guanyar el títol per defecte i va insistir que s'hauria de fer una cursa. A la represa, Langton va arribar al primer revolt per davant i va encapçalar la cursa fins a l'últim revolt de l'última volta, quan Van Praag el va avançar aprofitant un espai ínfim i va guanyar per menys de la longitud d'una roda.
Més tard van sorgir informacions controvertides que afirmaven que els dos pilots havien 'arranjat' la cursa, decidint entre ells que qui negociés primer el primer revolt guanyaria la cursa i el campionat i es repartiria els diners del premi amb l'altre. Langton va encapçalar el primer revolt però Van Praag el va avançar. En acabat, Van Praag li va donar a Langton 50 lliures esterlines ("diners de consciència") com a compensació per haver incomplert l'acord.

### Retirada
Un cop retirat, Langton va construir motocicletes dissenyades segons les seves pròpies especificacions, les quals van ser d'ús generalitzat pels pilots de speedway arreu del món durant molts anys després de la seva retirada. Finalment, el 1957 va emigrar amb la seva família a Austràlia i es va establir a Perth, on es va morir el 1999, a 92 anys. Les seves cendres descansen al cementiri familiar de Farnley, un districte de Leeds.

## Palmarès
- Guanyador de l'Scott Trial (1928)
- Campió de l'Star Riders' (1932)
- Guanyador del Tom Farndon Memorial (1935)
- Campió de la National League (1933-1936)
- Campió de la Dirt Track League anglesa (1929)
- Campió de la Northern League (1930-1931)
- Guanyador del National Trophy (1933-1936)
- Guanyador de la Northern KO Cup (1931)
- Guanyador de l'A.C.U. Cup (1934-1937)
- Guanyador de la British Speedway Cup (1939)

### Resultats a la final del mundial de speedway
| Any  | Seu     | Estadi          | Posició | Punts                        |
| ---- | ------- | --------------- | ------- | ---------------------------- |
| 1936 | Londres | Wembley Stadium | 2n      | 26 (va perdre a la 2a volta) |
| 1937 | Londres | Wembley Stadium | 10è     | 16                           |
| 1938 | Londres | Wembley Stadium | 8è      | 13                           |

## Cromos de cigarretes Player
Langton apareix llistat amb el número 27 de 50 a la col·lecció de 1930 dels cromos Players cigarette cards, una cèlebre sèrie anual que editava l'empresa fabricant de cigarretes John Player & Sons.